# Тома, Валериу
Валериу «Валер» Тома (рум. Valeriu «Valer» Toma, род. 26 ноября 1957, Бузэу, Плоешти) — румынский гребец, чемпион летних Олимпийских игр 1984 года, бронзовый призёр чемпионатов мира 1982 года.

## Биография
В 1980 году Валериу Тома вместе с Константином Постою принял участие в летних Олимпийских играх 1980 года в Москве. Румынский экипаж уверенно преодолел два предварительных раунда в соревнованиях двоек, однако в финале ничего не смогли противопоставить не только лидерам последнего десятилетия из ГДР и СССР, но и уступили гребцам из Великобритании, придя к финишу только 4-ми.
Первую значимую международную награду Тома завоевал в 1982 году, став в составе четвёрки бронзовым призёром чемпионата мира. На летних Олимпийских играх 1984 года Тома выступал в двойках в паре с Петру Йосубом. Из-за бойкота участия в Играх не принимали гребцы из СССР и ГДР. В результате румынские спортсмены смогли уверенно пробились в финал, где с отрывом от ближайших преследователей более чем в 3 секунды завоевали золотые медали.
На последующих двух чемпионата мира Тома и Йосуб не смогли пробиться в главный финал соревнований. В 1986 году Валериу Тома завершил активную международную карьеру.